# Angelo Maria Crivelli
Angelo Maria Crivelli, detto il Crivellone, (1660 – 1730), è stato un pittore italiano attivo nella seconda metà del XVII secolo e fino ai primi decenni del XVIII.

## Biografia

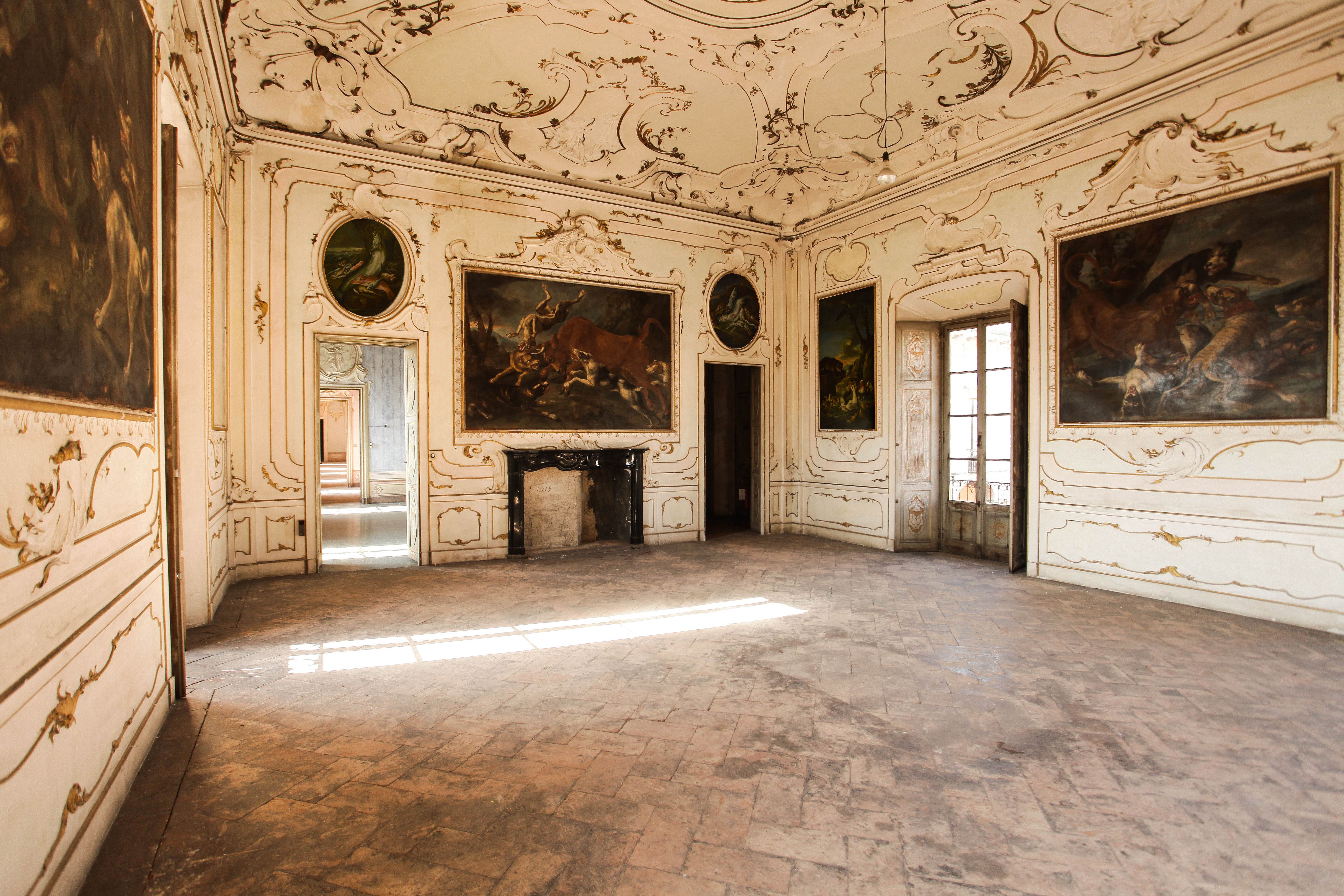
Angelo Maria Crivelli - La caccia al toro sul fondo, a destra La caccia al lupo, dipinti minori con pollami e pesci, Villa Arconati - Castellazzo di Bollate, Milano

Si hanno scarse notizie biografiche su questo pittore animalista: non si conoscono neppure fonti documentarie che possano testimoniare i luoghi e le date di nascita e di morte. Nacque probabilmente a Milano poco dopo la metà del '600, e morì quasi certamente nel 1730.
Influenzato probabilmente dalla pittura fiamminga in particolare, legata ad alcuni pittori della cerchia di Rubens, quali Frans Snyders e Paulus de Vos, e altri specialisti quali Fyt, Weenix e Hondecoeter.
La produzione di Angelo Maria Crivelli predilige le scene di caccia, animali selvatici e domestici, animali da cortile e pesci.
Alcuni suoi dipinti sono presenti nella Pinacoteca del Castello Sforzesco di Milano e a Palazzo Reale a Torino.
Nella Sala della Caccia di Villa Arconati a Castellazzo di Bollate sono conservate ben otto tele con pollami e pesci del Crivellone, nonché quattro grandi scene di caccia: la caccia al toro, la caccia all'orso, la caccia al cinghiale e la caccia al lupo. Quest'ultima ha la particolarità di riportare sul collare di uno dei cani da caccia l'iscrizione "Arconati", chiaro riferimento alla Famiglia committente delle opere, firmate e datate 1705. Le tele sono inserite in cornici di stucco che completano la decorazione della Sala, realizzata con motivi stucchi raffiguranti scene di mitologia classica legate alla caccia. La decorazione, che comprende le pareti e il soffitto a volta, è realizzata con colori pastello, stucchi e dorature, che fanno da contrappunto ed esaltano le grandi scene di caccia dei dipinti.

## Opere
- Caccia al cinghiale, olio su tela, Villa Arconati, Castellazzo di Bollate - Milano
- Caccia al lupo, olio su tela, Villa Arconati, Castellazzo di Bollate - Milano
- Caccia all'orso, olio su tela, Villa Arconati, Castellazzo di Bollate - Milano
- Caccia al toro, olio su tela, Villa Arconati, Castellazzo di Bollate - Milano
- Rapaci e animali da cortile su sfondo di paesaggio, olio su tela, 177x237 cm.
- Autoritratto con fucile e cane, olio su tela, {118x93.5 cm, Pinacoteca di Brera, Milano
- Paesaggio con pesce, funghi e meloni, olio su tela, 119x148.5 cm, Collezione privata, Forlì,
- Paesaggio con pesci, cesto e ortaggi, olio su tela, 118x149 cm, collezione privata, Forli,
- Paesaggio con pesci e cesto, olio su tela, 70x92 cm, collezione privata, Reggio Emilia.
- Stagno con volatili, olio su tela, 115x145 cm
- Gallo, tacchini e pulcini (1710-1720), 147 × 117 cm, Accademia Carrara, Bergamo,
- Gallo, galline e un coniglio en plein air, olio su tela, 49.5 × 62.5 cm
- Paesaggio con animali, olio su tela, fine XVII – inizi XVIII secolo.
- Autoritratto in veste da cacciatore, Museo Poldi Pezzoli
- Scena di caccia, Narodna galerija Slovenije, Lubiana